# Breitengüßbach
Breitengüßbach este o comună aflată în districtul Bamberg, landul Bavaria, Germania.